# Casa do Sertanista
Casa do Sertanista ou Casa do Caxingui é uma residência construída em meados do século XVII no atual bairro paulistano do Caxingui, distrito do Butantã.
A construção, remanescente do período colonial brasileiro, apresenta diversas características típicas da casa bandeirista, com paredes em taipa de pilão (técnica construtiva conhecida por caracterizar todas as construções da cidade de São Paulo dos séculos XVI, XVII e XVII), telhado de quatro águas e chão de terra batida. A varanda reentrante, também característica típica das casas bandeiristas, é limitada em uma lateral por uma parede, e na outra lateral, por um pequeno compartimento.
Em 1958, casa foi doada à cidade de São Paulo pela Cia. City de Melhoramentos, seu proprietário na época. Entre 1966 e 1970, a casa passou por obras de restauração, recebendo a partir de então o Museu do Sertanista, com acervo dedicado à cultura indígena, que ali permaneceu até 1987. Entre 1989 e 1993, foi sede do Núcleo de Cultura Indígena da União das Nações Indígenas e, em 2000, abrigou o Museu do Folclore "Rossini Tavares de Lima". A casa atualmente pertence ao acervo arquitetônico do Museu da Cidade de São Paulo, juntamente com outras 12 casas históricas espalhadas por todas as regiões da cidade de São Paulo e caracterizam-se por serem espaços de Educação Patrimonial, podendo ou não conter exposições de arte contemporânea ou fotografias e móveis do acervo do próprio museu em seus interiores, dando base para discussão acerca do patrimônio e história da cidade de São Paulo.

## História
A data precisa da construção da Casa do Sertanista é desconhecida. Entretanto, foi encontrado marcado nas telhas o ano de 1843 e suas estruturas arquitetônicas remontam às construções do século XVII, das casas dos bandeiristas. De acordo com o estudo realizado pelo arquiteto Luís Saia, a casa corresponderia a uma residência rural de fazendeiros mais ricos da região na época. Entretanto, para ele, a construção revela-se bem anterior a esta época.
Os primeiros proprietários ou donos da casa também são desconhecidos, mas os rumores são de que ela foi pertencente ao Padre Belchior de Pontes. De acordo com as documentações, os restos da casa eram propriedade em 1917 de Alberto Christie, que vendeu a Alberto Penteado 22 alqueires de terras. Mais tarde, em 1937, seu filho Carlos Alberto de A. Prado vendeu o sítio para a Cia. City de Melhoramentos, que separou uma pequena área e doou para a prefeitura em 1958, responsável por promover a sua primeira reforma. Em 1970, concluídas as obras de restauração, foi instalado o "Museu do Sertanista", voltado essencialmente para a cultura indígena.  A casa abrigou diversos museus durante os anos seguintes. Em 1983 o imóvel foi reconhecido como patrimônio histórico da cidade de São Paulo, dada a sua importância arquitetônica, cultural e histórica, considerado como de interesse público, integrando o Museu da Cidade de São Paulo.

## Arquitetura

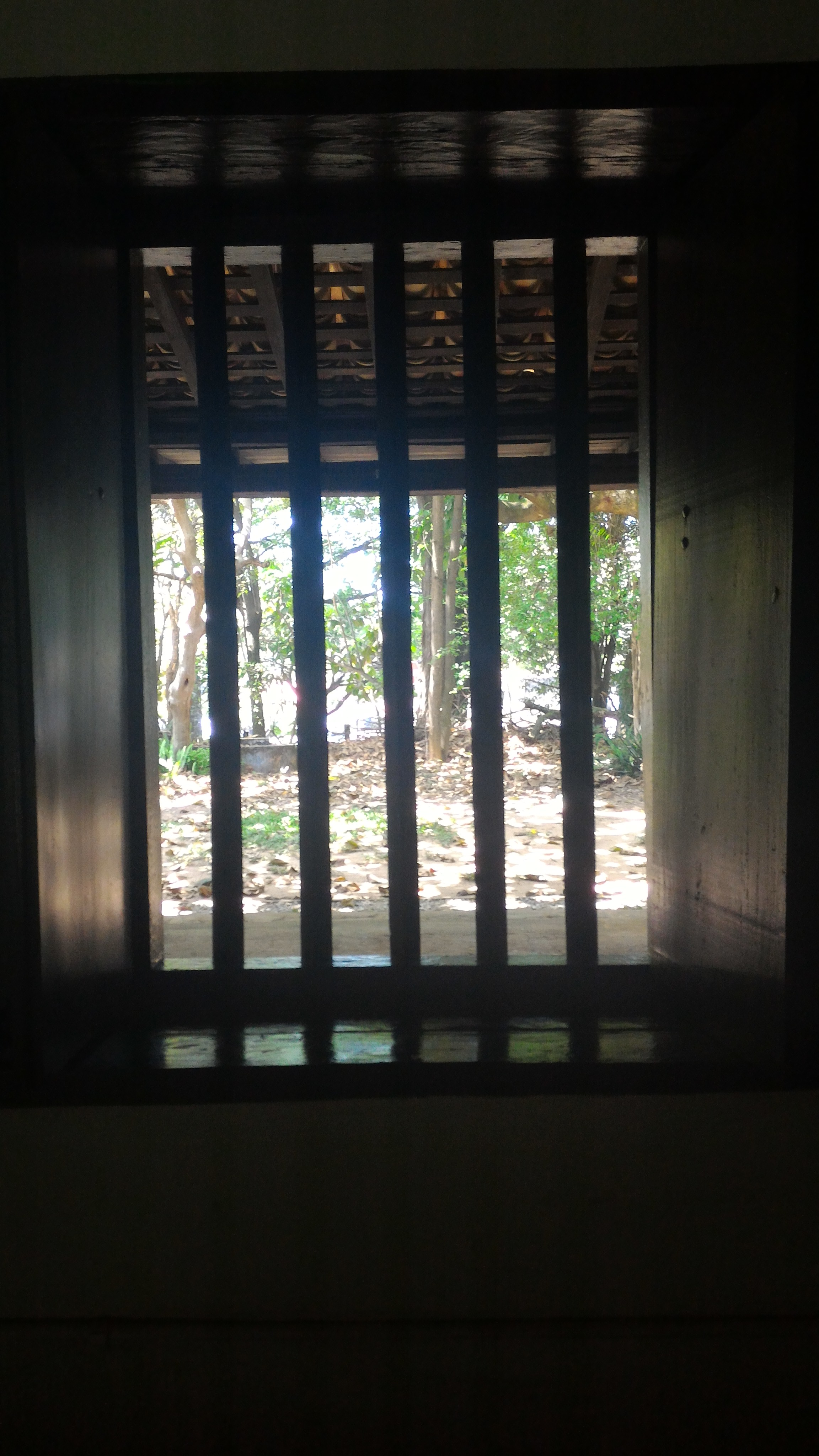
Detalhe das janelas da casa

A arquitetura da Casa do Sertanista remonta às antigas casas dos fazendeiros mais ricos da cidade. A construção do original da residência foi feita de taipa de pilão e pau a pique. O método da taipa da época era em uma forma de madeira, socar uma mistura de argila, excremento de gado e seixos para montar o que viriam a ser as paredes. Entretanto, a taipa paulista apresenta uma característica única, em que a parede é construída a partir da própria terra, como foi o caso da Casa do Sertanista. Para evitar a umidade natural do solo, as pinturas das paredes eram feitas de tabatinga.
Além disso, a planta da casa é regular e remete às casas dos bandeirantes da época, sendo um imóvel térreo que obedece a um esquema fechado e rígido, com poucas janelas. Seu telhado é classificado como de quatro águas coberto que, naquele tempo, tinha as telhas moldadas nas coxas dos escravos. Os cômodos também demonstram os costumes da época. Ao adentrar na casa, há uma sala principal que liga a passagem para todos os outros quartos. Além disso, há uma varanda posterior que se assemelha às outras construções da época. Essa planta era definida de modo estrito e rígido, que muito diziam sobre os seus ocupantes. Com uma faixa fronteira, que tinha aos seus lados a capela e o quarto de hóspedes, os bandeirantes marcavam um limite entre sua vida privada e pública. A rigidez da construção também ajudava a evitar ataques índigenas.
A localização do imóvel também remete aos hábitos dos bandeiristas na época. Era comum dar preferência a pontos altos e, quando a topografia não era favorável à construção das casas, criavam-se plataformas artificiais. Além disso, a Casa do Sertanista tem posição privilegiada no mapa, já que se localiza próximo da margem direita o Córrego Pirajuçara, em cerca de 150 metros. Isto era um privilégio pois, na época, era através dos caminhos fluviais que os bandeirantes poderiam se locomover. Assim, a casa apresenta não só seu caráter residencial, como também militar por estar estrategicamente localizada em relação às demais construções da região.
Na restauração, que aconteceu a partir de 1966, a casa recebeu um reforço estrutural em alvenaria e tijolos.

## Significado histórico e cultural
A casa remonta a época das elites do café e sua toda a sua herança colonial, assim como outros patrimônios localizados na região, que é o Sítio da Ressaca, Sítio Santa Luzia, Sítio Itaim, a Casa do Bandeirante e o Sítio do Capão. Dessa forma, a Casa do Sertanista serve como mais um objeto de estudo arquitetônico para que os estudiosos tenham acesso à construções da época dos bandeirantes em São Paulo. Restaurar a memória destes imóveis foi uma forma de reacender a memória cultural da cidade, buscando recuperar a vida cotidiana e dos bairros da cidade para que a população obtenha um panorama geral da época e compreenda as raízes da cidade. 

## Tombamento
O tombamento se deu no dia  28 de dezembro de 1983 pelo Conselho do Patrimônio Histórico, Artístico, Arqueológico e Turístico do Estado de São Paulo – CONDEPHAAT e, mais tarde, em 5 de abril de 1991 pelo Conselho Municipal de Preservação do Patrimônio Histórico, Cultural e Ambiental da Cidade de São Paulo – CONPRESP.

## Estado Atual
A casa passou por uma restauração em 1966, adotando os mesmos critérios anteriores de experiências como a da Casa do Bandeirante. A restauração durou até 1970, quando a Casa tornou-se o Museu do Sertanista, de onde recebeu o nome, e recebia exposições com a temática da cultura indígena. Até 1987, realizavam-se diversas exposições e mostras com o acervo indígena que lá ficava. Porém, nesse ano a casa foi fechada por necessidade de obras de conservação, interrompendo- se assim as atividades museológicas até estão desenvolvidas.
Em 1989 a casa passou a abrigar o Núcleo de Cultura Indígena (NCI). Entretanto, em 1993 a casa passou por novos restauros e em 2000 abrigou o acervo do Museu do Folclore Rossini Tavares de Lima, até 2007. Ficou fechada durante um bom tempo para mais restauros, descupinização e drenagem de águas pluviais, sendo depois reaberta em 2013 por uma exposição da artista Sandra Cinto. Passou a integrar o conjunto de imóveis pertencentes ao Museu da Cidade de São Paulo, reunindo em seu interior as poucas informações que restam sobre sua história.
Em 2016, pessoas que se interessassem tiveram acesso à entrada em imóveis históricos para a Jornada do Patrimônio, lugar na qual poderiam explorar os materiais deixados. Neste evento, conseguiram observar retalhos de brinquedos do século XX localizados na Casa. 

## Galeria

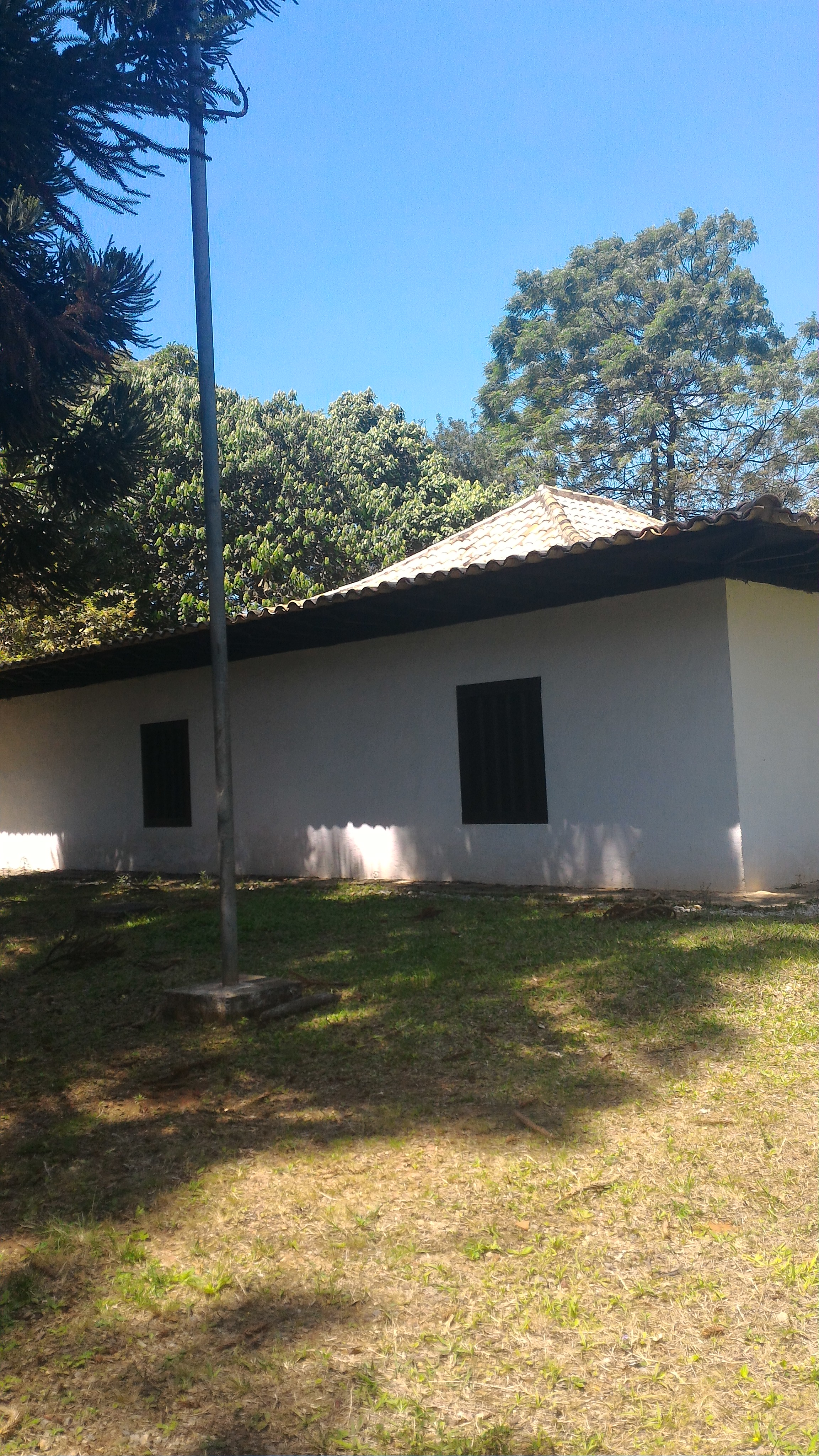
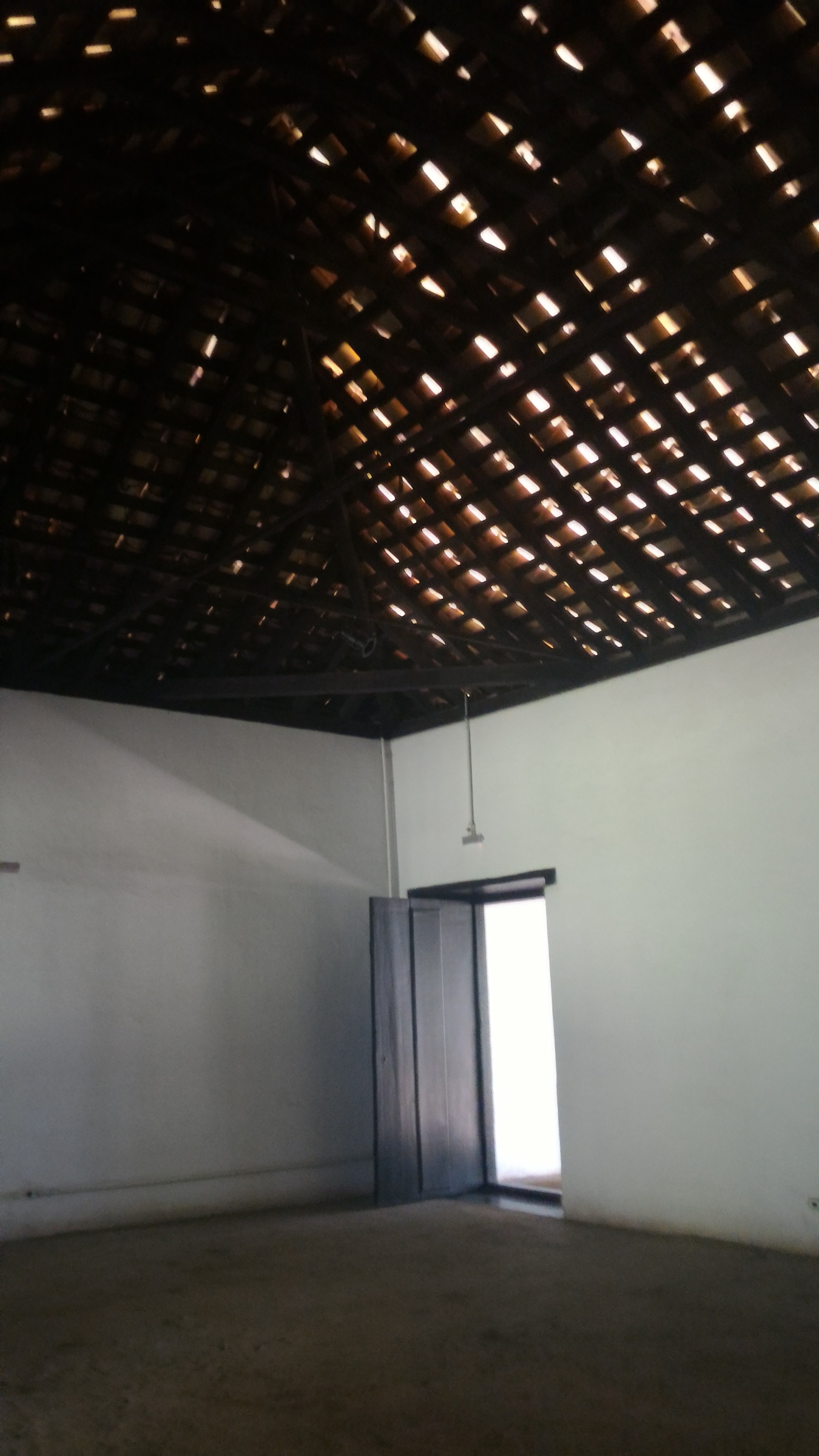
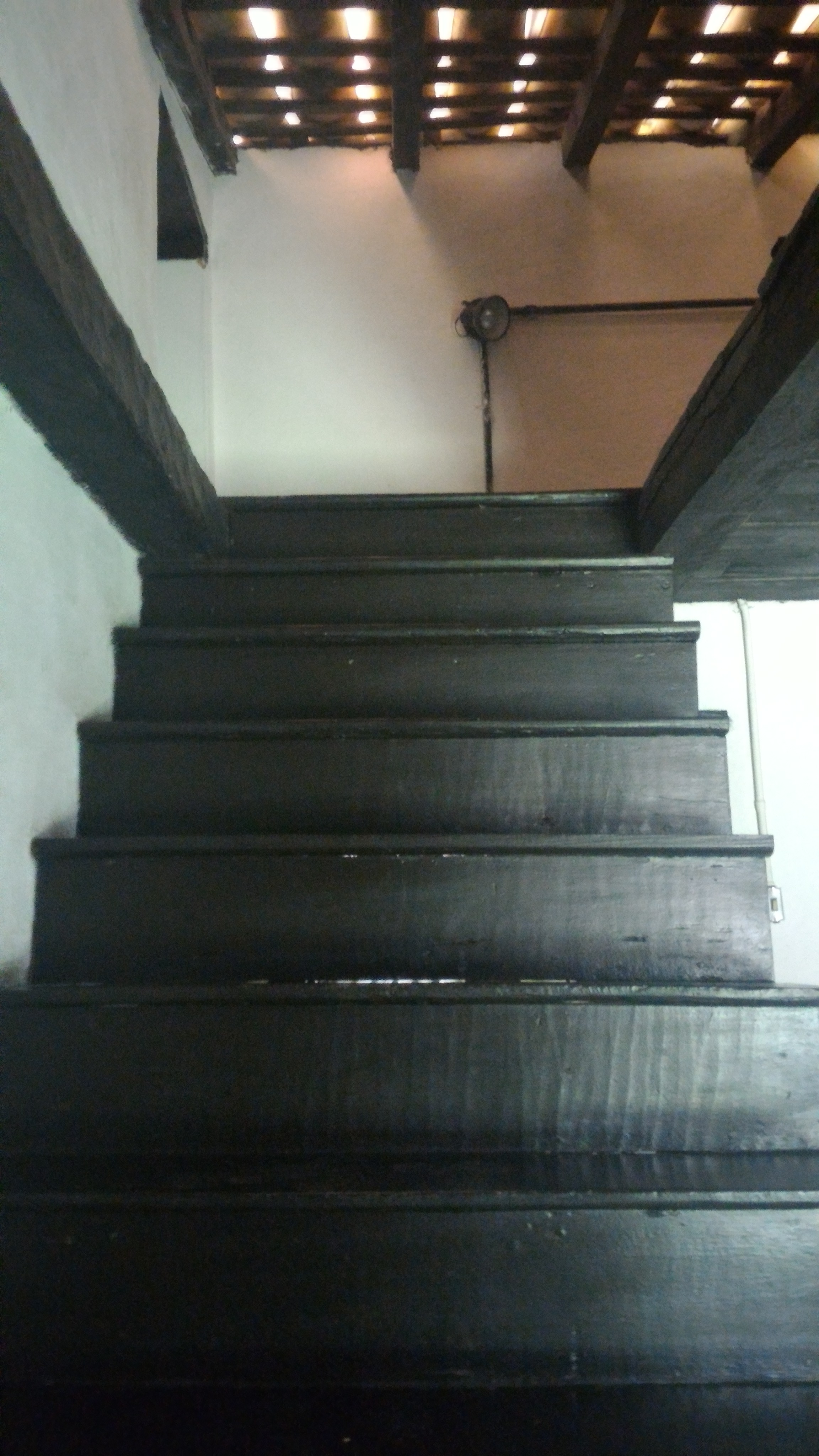
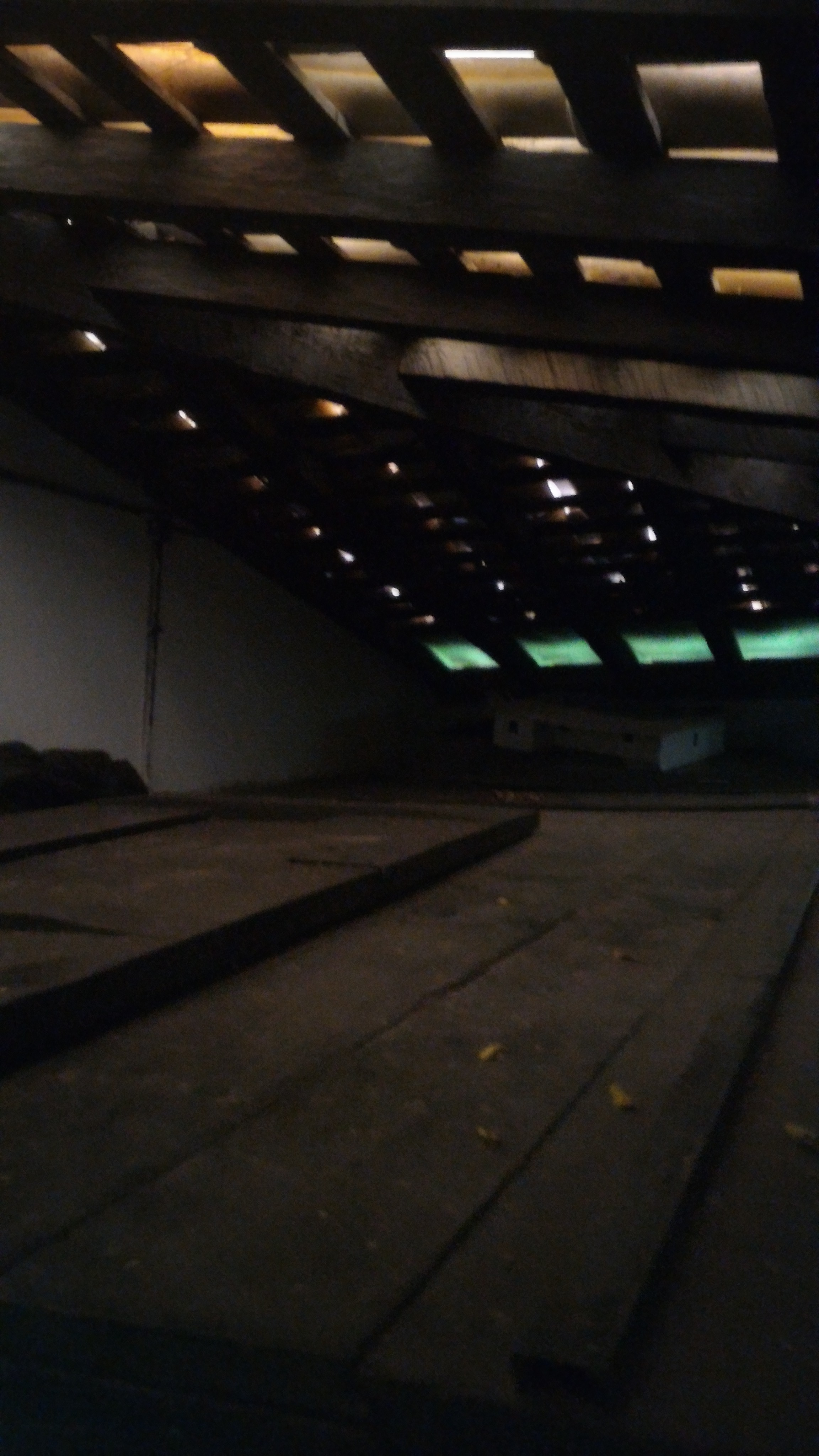
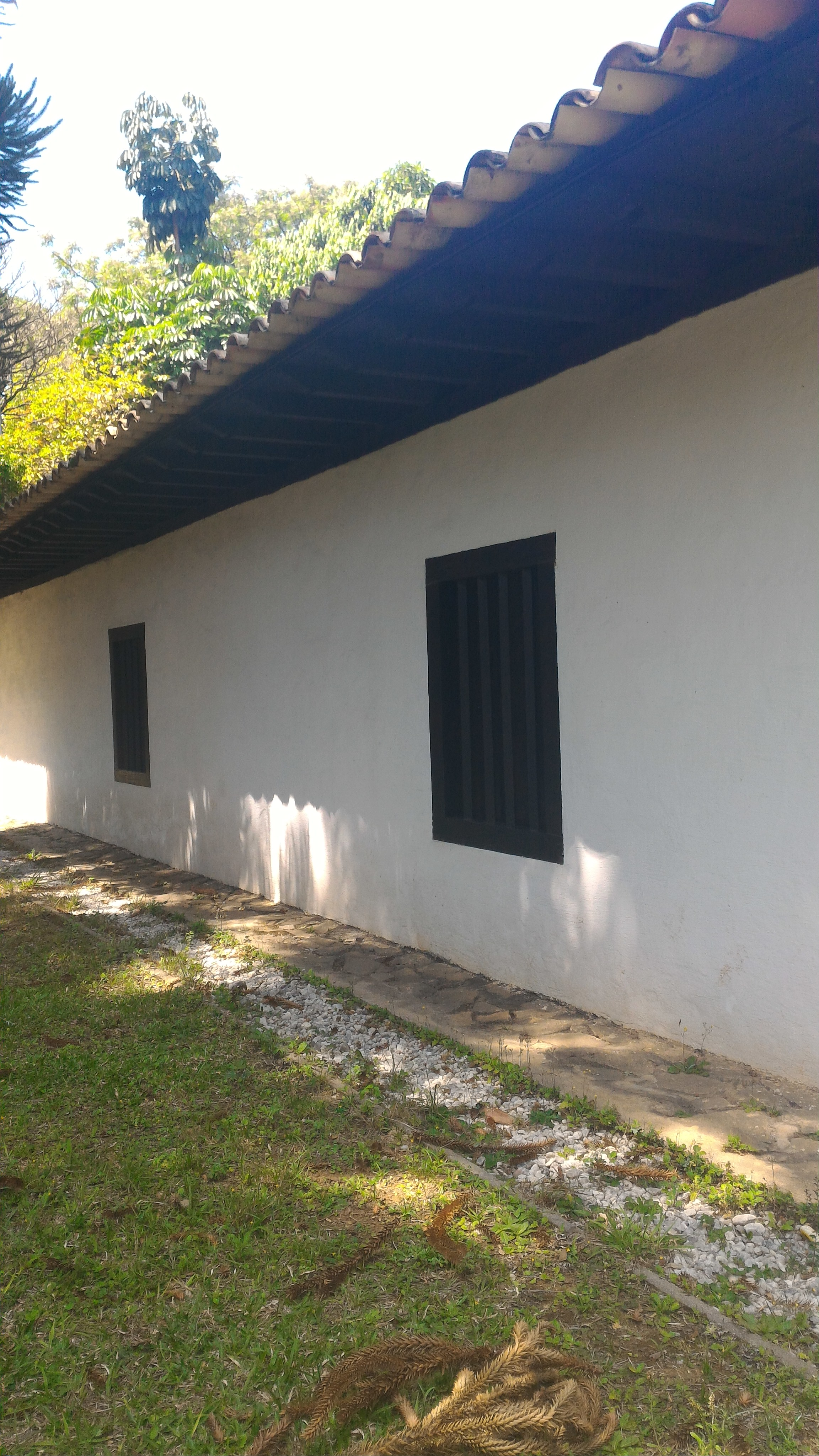
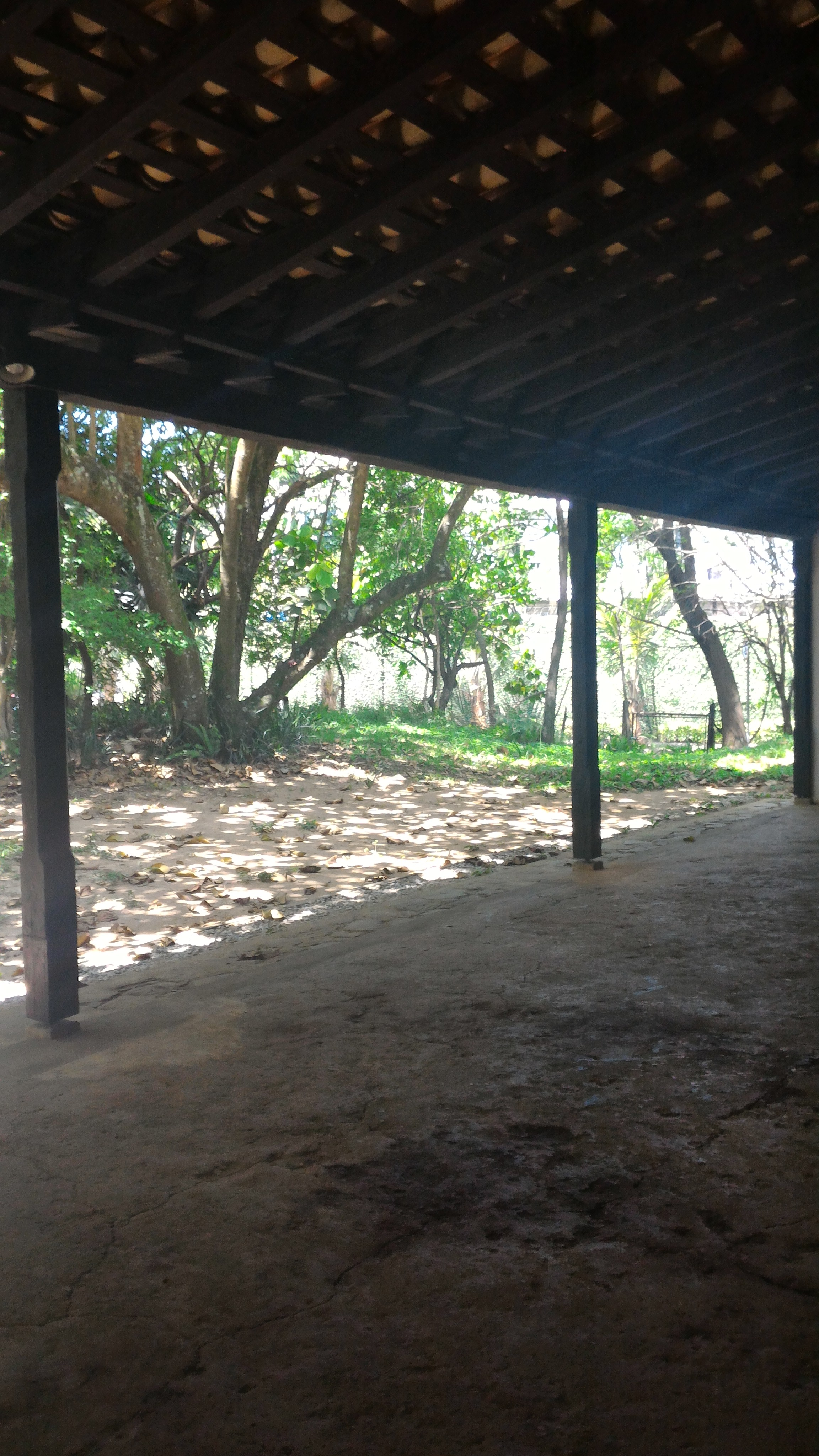
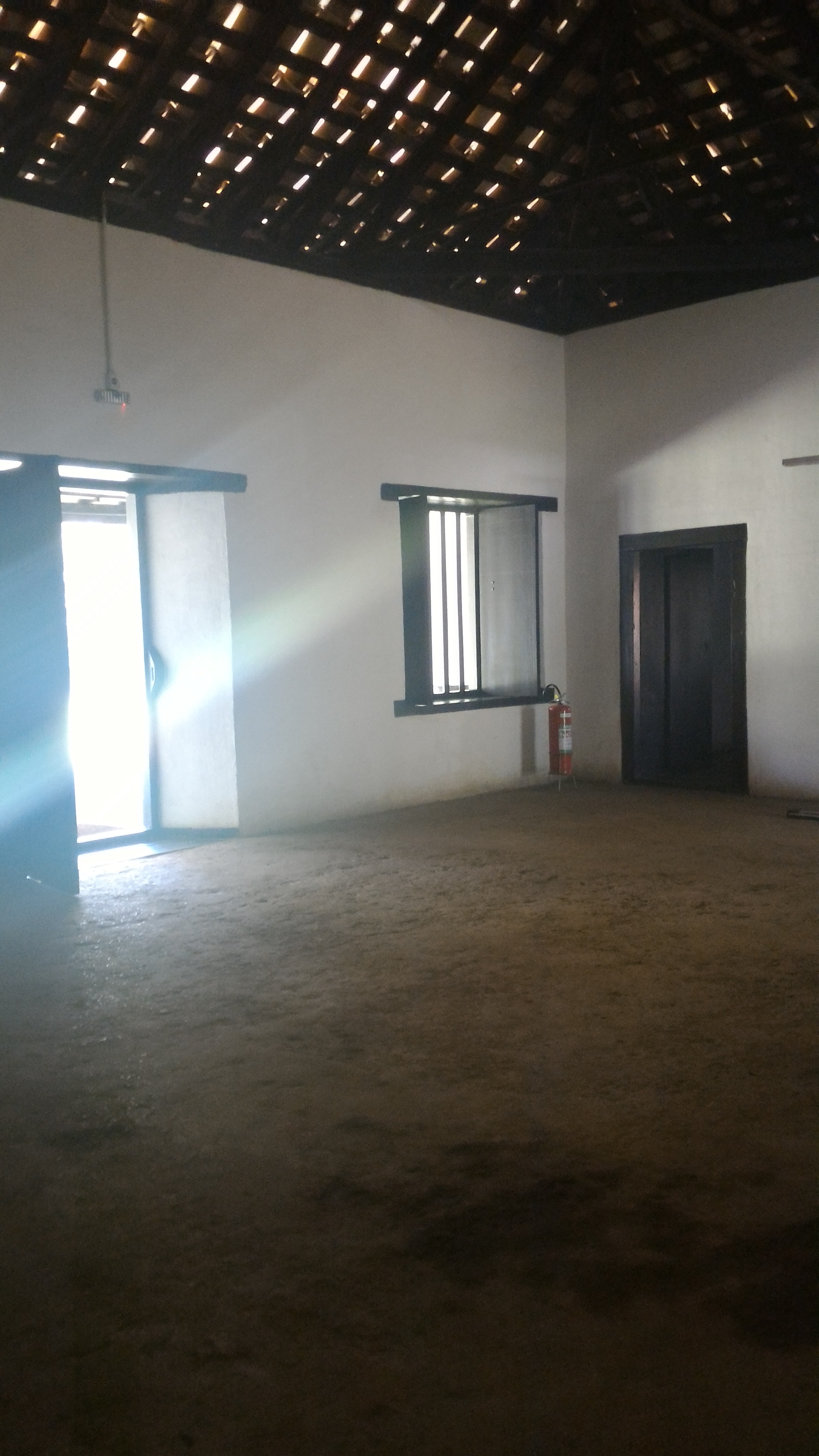
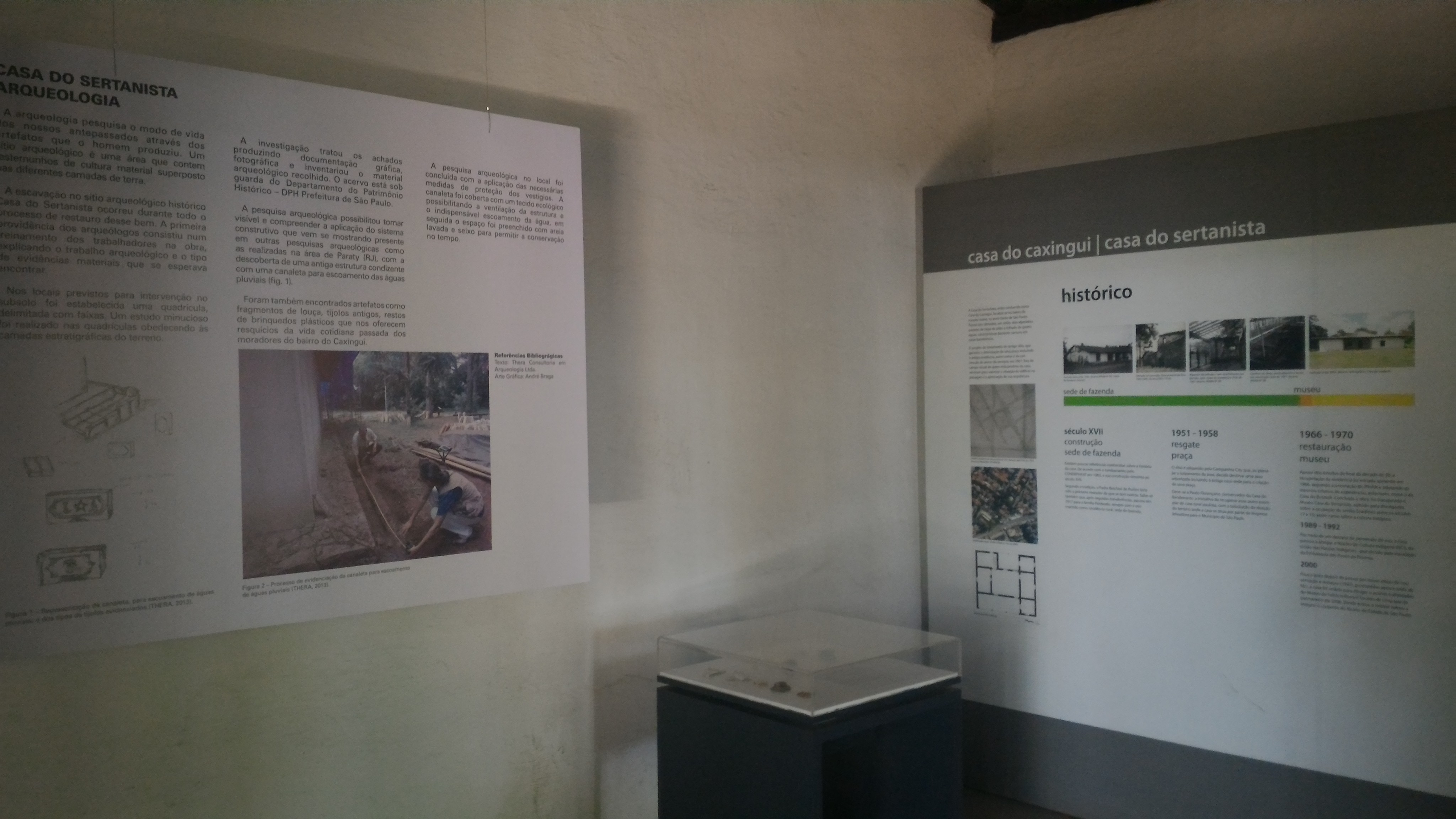